# 145 Adeona
A 145 Adeona a Naprendszer kisbolygóövében található aszteroida. Christian Heinrich Friedrich Peters fedezte fel 1875. június 3-án.